# Cox's Bazar Sadar Upazila
Cox's Bazar Sadar Upazila är ett underdistrikt i Bangladesh.   Det ligger i provinsen Chittagong, i den sydöstra delen av landet, 300 km sydost om huvudstaden Dhaka.
Runt Cox's Bazar Sadar Upazila är det tätbefolkat, med 659 invånare per kvadratkilometer.